# James G. Blaine

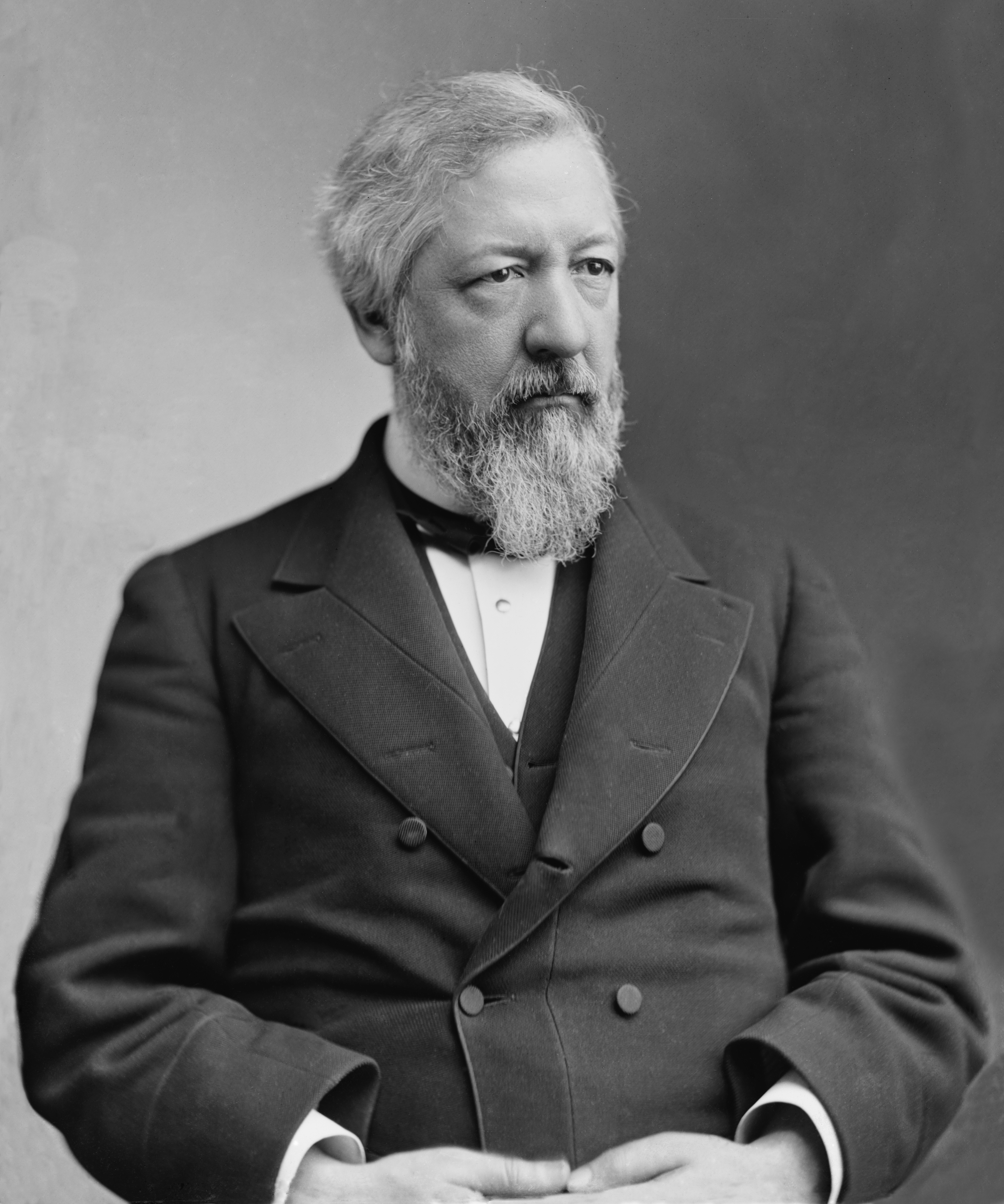
James G. Blaine, um 1875

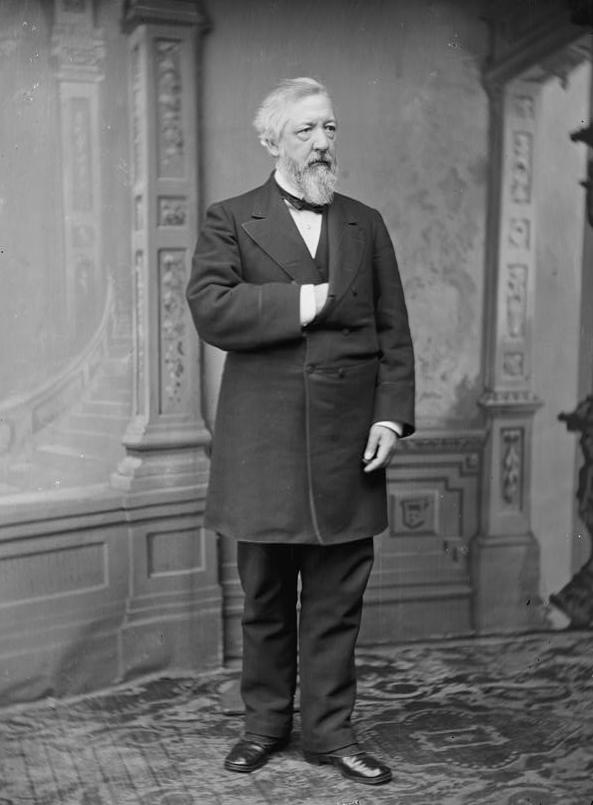
James Gillespie Blaine

James Gillespie Blaine (* 31. Januar 1830 in West Brownsville, Washington County, Pennsylvania; † 27. Januar 1893 in Washington, D.C.) war ein US-amerikanischer Politiker (Republikanische Partei), der 1881 für einige Monate Außenminister war und als Kandidat seiner Partei bei der Präsidentschaftswahl 1884 Grover Cleveland unterlag. Von 1889 bis 1892 war er nochmals Außenminister.

## Leben
James G. Blaine war der Sohn eines reichen Grundbesitzers schottisch-irischer Abstammung und Urenkel von Colonel Ephraim Blaine, der im Unabhängigkeitskrieg eine wichtige Rolle spielte. Er machte seinen Schulabschluss 1847 auf dem Washington College in Pennsylvania und zog 1853 nach Augusta in Maine, wo er als Redakteur bei der Zeitung Kennebec Journal eine Stelle fand.

## Politik
Von 1859 bis 1862 war er Abgeordneter im Repräsentantenhaus von Maine. Blaine stieg schnell zu einem der führenden Köpfe der Republikanischen Partei auf. Ab 1862 wurde er Mitglied des Kongresses und fiel als geschickter Redner auf. Daraufhin wurde er vom Repräsentantenhaus zu dessen Vorsitzenden (Speaker) gewählt. Im Jahr 1877 schickte ihn die Regierung von Maine in den US-Senat. In den Jahren 1876 und 1880 wurde er vom gemäßigten Teil seiner Partei als Kandidat für die Präsidentschaftswahl aufgestellt, erreichte aber auf der Republican National Convention nicht die Mehrheit. James A. Garfield, der mit ihm eng befreundet war, berief ihn am 4. März 1881 als Außenminister in sein Kabinett.
Als Außenminister arbeitete er daran, den Einfluss der USA in den übrigen Staaten des amerikanischen Kontinents zu erweitern und zu vergrößern. Doch war seine Einmischung im Salpeterkrieg zwischen Chile, Peru und Bolivien nicht erfolgreich, und Blaine trat daher unter dem neuen Präsidenten Chester A. Arthur im Dezember 1881 zurück. Im Jahr 1884 wurde er auf dem Nominierungsparteitag in Chicago zum Präsidentschaftskandidaten ernannt; er unterlag aber in einem heftigen und aggressiv geführten Wahlkampf dem demokratischen Kandidaten Grover Cleveland mit einem Ergebnis von 48,9 % zu 48,3 %. Vor allem der Ausspruch eines prominenten Wahlkampfmitarbeiters, die Demokraten seien die Partei von „Rum, Romanismus und Rebellion“ schadete Blaines Ruf bei den irisch-katholischen Wählern im wichtigen Bundesstaat New York. Da half auch sein Bonmot Down with British Free Trade and Up with the Irish Flag nichts. Unter Präsident Benjamin Harrison wurde er von 1889 bis 1892 noch einmal Außenminister.

## Ehrung
Nach James G. Blaine wurden folgende Orte in den USA benannt: Blaine County (Idaho), Blaine County (Montana), Blaine County (Oklahoma) und Blaine County (Nebraska) sowie die Stadt Blaine im Bundesstaat Washington und Blaine in Maine.